# قشلاق حاجي هاشم نصرت (مقاطعة بيله سوار)
قشلاق حاجي هاشم نصرت (بالفارسية: قشلاق حاجی هاشم نصرت) هي منطقة سكنية تقع في إيران في أردبيل.